# 拜倫·巴雷拉
拜倫·巴雷拉·奧爾蒂斯（Byron Barrera Ortiz）是一位危地馬拉記者，因為報道危地馬拉內戰期間危地馬拉政府侵犯人權的事件而聞名，並且因為此事而被恐嚇。於1990年，其妻雷富希奧·阿拉切利·巴雷拉被謀殺，而危地馬拉軍方與是次謀殺案有牽連。

## 職業生涯早期
巴雷拉生於危地馬拉。巴雷拉於1980年因報導了危地馬拉軍隊在基切省屠殺印第安農民的新聞，所以被迫逃離危地馬拉。
之後，巴雷拉流亡了足足六年，並等到維尼喬·塞雷佐領導的危地馬拉基督教民主黨勝出了大選後才回國。之後他成為了中美洲新聞社的總監，以及危地馬拉記者協會的副會長。
同時，巴雷拉亦創立了新聞周刊《時代報》（La Epoca），並被描述為一個致力於「揭發腐敗政府和民營企業的黑幕、百無禁忌的政治分析、以及調查貧困和環境等社會問題」。 從1988年1月成立之初，此雜誌只營運了五個月，直至其辦工大樓遭燃燒彈完全焚毀為止。而這次縱火很可能是出自國家安全部隊之手。案發後，巴雷拉因收到恐嚇信息而攜帶家人離開了危地馬拉數個月。

## 於1990年暗殺未遂
於1990年10月25日，巴雷拉在駕駛汽車時，意識到有一輛載有兩名男子的摩托車正在跟踪他。之後，他上報了跟蹤他們的摩托車的車牌。
翌日，巴雷拉駕駛汽車並載著妻子和一位友人。當他們停在一個交通燈前方時，旁邊的摩托車上的男子馬上射擊了巴雷拉和乘客們。巴雷拉的妻子立刻中彈身亡，而巴雷拉和友人則受傷送院治理。事後，巴雷拉指出自己大難不死是因為當天他穿著防彈背心。巴雷拉復康後，便攜同兩個子女逃亡至哥斯達黎加。

## 調查
於1991年8月，巴雷拉再次回到危地馬拉，以作為1990年謀殺事件的證人。在那裡，他在一個記者招待會上指出危地馬拉軍隊與謀殺事件有關聯。同時，報導關於巴雷拉作指證危地馬拉軍隊的其他記者亦被威脅。而負責調查謀殺事件的檢察官和巴雷拉的律師都被威脅，導致該律師最後決定不再當巴雷拉的律師。國際特赦組織隨後向危地馬拉政府發出呼籲，指出謀殺事件確實與危地馬拉軍隊內部人員有關，並敦促他們把兇手和威脅者繩之以法。一份於1995年被公開的美國中央情報局文檔亦指出危地馬拉軍隊與謀殺事件有關聯。

## 職業生涯後期
於1991年，拜倫·巴雷拉獲保護記者委員會頒發国际新闻自由奖。
巴雷拉於1993年因報導敏感新聞而再次受到威脅。巴雷拉更收到一張傳單，傳單上印著「在巴雷拉和另外23個記者將會被殺」的信息。因此，國際特赦組織再次以他的名義向危地馬拉軍隊發出警告。 巴雷拉的弟弟阿道夫也是一個記者，且他於1994年被綁架了。最後，阿道夫成功逃離危地馬拉。於2008年，巴雷拉因試圖拍攝副總統拉斐爾·埃斯帕達的新車而在危地馬拉城被行政和安全事務秘書處的內部人員毆打。